# Neobisium peloponnesiacum
Neobisium peloponnesiacum es una especie de arácnido del orden Pseudoscorpionida de la familia Neobisiidae.

## Distribución geográfica
Se encuentra en Grecia.